# 克罗莫
克罗莫是美国科羅拉多州阿丘利塔縣的一个非建制地區和美国邮政点，该地的邮政局的邮政编码为81128。

## 历史
1985年开始，有一所名为克罗莫（Chromo）的邮政局就开始投入运作。 克罗莫城镇附近有克罗莫山脉，克罗莫镇因地理位置处于山脉遍而此得名。

## 地理
克罗莫的地理位置为37°02′13″N 106°50′36″W / 37.03694°N 106.84333°W (37.036818,-106.843243)。

## 气候
克罗莫地带的氣候根据柯本气候分类法属于温带大陆性湿润气候。气温于夏季以及冬季时候相差很大，冬天有时候非常冷、夏季则潮湿温热。